# Serianus validus
Espèce
Synonymes
- Garypinus validus Beier, 1971

Serianus validus est une espèce de pseudoscorpions de la famille des Garypinidae.

## Distribution
Cette espèce se rencontre en Iran, en Oman, en Ouzbékistan et au Tadjikistan.

## Description
Les femelles mesurent de 4,5 à 5,3 mm.

## Publication originale
- Beier, 1971 : Pseudoskorpione aus dem Iran. Annalen des Naturhistorischen Museums in Wien, vol. 75, p. 357-366 (texte intégral).